# Síntesi de Gabriel
La síntesi de Gabriel és un procediment químic que permet obtenir amines primàries a partir d'halogenurs d'alquil utilitzant ftalimida de potassi. Rep el nom del químic alemany Siegmund Gabriel.

## Mecanisme de reacció

### Formació de la ftalimida de potassi
La ftalimida al reaccionar amb hidròxid de potassi amb etanol (reactiu conegut com a potassa alcohòlica) produeix la ftalimida de potassi mitjançant una reacció àcid-base.

### Alquilació de la ftalimida de potassi
La ftalimida de potassi reacciona amb un halogenur d'alquil primari o secundari mitjançant un mecanisme de reacció SN2. La reacció ocorre en un sol pas sense intermedis de reacció.

### Hidròlisi amb tractament amb hidrazina
La separació de l'amina primària pot ocórrer de diferents formes, l'elecció del mètode adequat dependrà de les necessitats del protocol experimental:
1. hidròlisi bàsica amb una base forta com NaOH: En aquest cas s'obtindran com productes ftalat de sodi (soluble en aigua) i alquilamina.[1]
2. hidròlisi àcida amb un àcid fort com HCl: S'obtindran àcid ftàlic (insoluble en aigua) i clorur d'alquilamoni (soluble en aigua).
3. Tractament amb NH₂NH₂: S'obtindrà ftalilhidrazina i alquilamina.[2]